# Zajączków (województwo mazowieckie)
Zajączków (do 31 grudnia 2002 Stary Zajączków) – wieś sołecka w Polsce położona w województwie mazowieckim, w powiecie lipskim, w gminie Chotcza. Leży na prawym brzegu Iłżanki.
| SIMC    | Nazwa          | Rodzaj    |
| ------- | -------------- | --------- |
| 0616416 | Nowy Zajączków | część wsi |

Prywatna wieś szlachecka, położona była w drugiej połowie XVI wieku w powiecie radomskim województwa sandomierskiego. W latach 1975–1998 miejscowość należała administracyjnie do województwa radomskiego.
Około 11 stycznia 1943 okupanci niemieccy zamordowali w Zajączkowie siedmioro Polaków podejrzewanych o udzielanie pomocy Żydom, w tym wdowę Stanisławę Wołowiec i jej cztery córki.
1 stycznia 2003 nastąpiła zmiana nazwy wsi ze Stary Zajączków na Zajączków.
Wierni Kościoła rzymskokatolickiego należą do parafii św. Tekli w Tymienicy.